# Митанский район
Митанский район (узб. Митан тумани) — единица административного деления Самаркандского округа и Самаркандской области Узбекской ССР, существовавшая в 1926—1959 годах.

## История
Митанский район с центром в кишлаке Митан был образован в 1926 году в составе Самаркандского округа Узбекской ССР.
В 1930 году в связи с ликвидацией округов район перешёл в прямое подчинение Узбекской ССР.
15 января 1938 года Митанский район вошёл в состав Самаркандской области.
13 февраля 1943 года 5 сельсоветов Митанского района были переданы в новый Кушрабадский район.
По данным на 1 октября 1948 года район включал 9 сельсоветов: Актепа, Барлас, Зарбанд, Культусун, Кунграт, Курлы, Митан, Файзыабад и Чимкурган.
12 октября 1957 года к Митанскому району была присоединена часть территории упразднённого Кошрабатского района.
2 марта 1959 года Митанский район был упразднён, а его территория передана в Иштыханский район.

## Население
По данным переписи 1939 года, в Митанском районе проживало 40 008 человек, в том числе узбеки — 91,5 %, русские — 2,7 %, таджики — 2,4 %, татары — 1,2 %, казахи — 1,1 %.